# ماساهیرو نیشیموتو
ماساهیرو نیشیموتو (به ژاپنی: 西本 昌弘 にしもと まさひろ)، (تولد ۱۹۵۵ میلادی)، یک مورخ ژاپنی استاد دانشگاه بازنشسته در دانشگاه کانسای بود. رشته تحصیلی او تاریخ باستان است.

## تاریخچه
در استان اوساکا به دنیا آمد. او در سال ۱۹۷۹ از گروه تاریخ، دانشکده ادبیات دانشگاه اوساکا فارغ‌التحصیل شد و در سال ۱۹۸۷ تحصیلات خود را در مقطع دکتری در مقطع کارشناسی ارشد همان دانشگاه به پایان رساند. در سال ۱۹۹۴ دکترای ادبیات را از دانشگاه اوساکا برای کارش در مورد «دولت و آیین باستان ژاپن» دریافت کرد. او استاد دانشکده ادبیات دانشگاه کانسای در سال ۱۹۹۹ بود.